# Maciesze (Białoruś)
Maciesze (biał. Мацешы; ros. Матеши) – wieś na Białorusi, w obwodzie witebskim, w rejonie brasławskim, w sielsowiecie Dalekie.

## Historia
W czasach zaborów w granicach Imperium Rosyjskiego.
W 1865 wieś włościańska, liczyła 64 mieszkańców.
W dwudziestoleciu międzywojennym wieś leżała w Polsce, w województwie nowogródzkim (od 1926 w województwie wileńskim), w powiecie dziśnieńskim (od 1926 w powiecie brasławskim), w gminie Bohiń a następnie w gminie Opsa.
Według Powszechnego Spisu Ludności z 1921 roku wieś zamieszkiwało 75 osób, 74 było wyznania rzymskokatolickiego, 1 prawosławnego. Jednocześnie 27 mieszkańców zadeklarowało polską przynależność narodową a 48 białoruską. Było tu 14 budynków mieszkalnych. W 1931 w 15 domach zamieszkiwało 70 osób.
Wierni należeli do parafii rzymskokatolickiej w Dalekiem. Miejscowość podlegała pod Sąd Grodzki w Opsie i Okręgowy w Wilnie; właściwy urząd pocztowy mieścił się w Opsie.
W wyniku napaści ZSRR na Polskę we wrześniu 1939 miejscowość znalazła się pod okupacją sowiecką. Od czerwca 1941 roku pod okupacją niemiecką. W 1944 miejscowość została ponownie zajęta przez wojska sowieckie i włączona do Białoruskiej SRR.
Od 1991 w składzie niepodległej Białorusi.